# 反質子

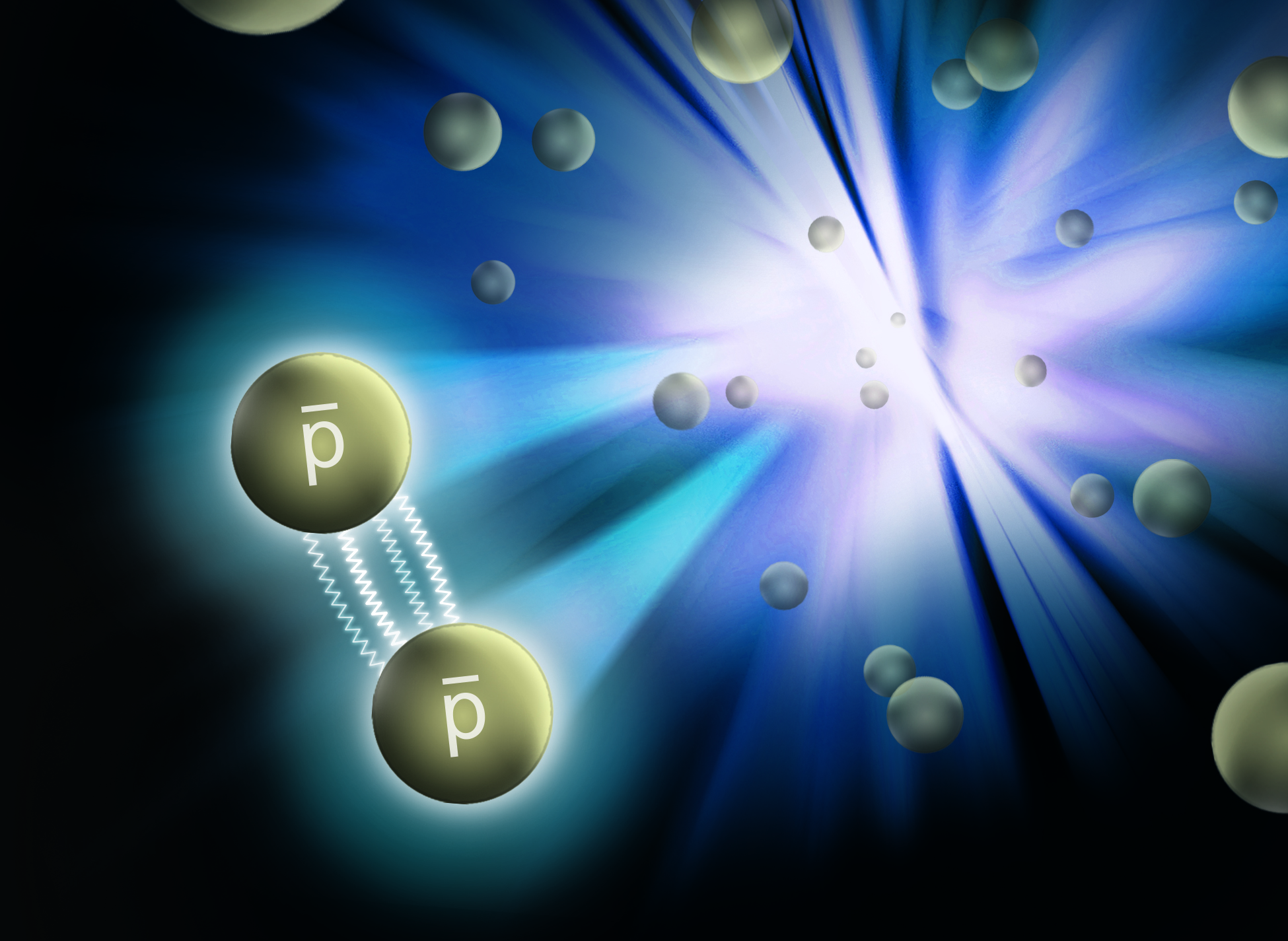
反質子與反質子之間的吸引力就如同質子一般。

反質子（英語：antiproton）是質子的反粒子，其質量及自旋與質子相同，但電荷及磁矩則與質子相反，帶有與電子相同的負電荷。
保羅·狄拉克在他的1933年諾貝爾物理學獎演講中預言反質子的存在。1955年，加州大學柏克萊分校物理學家埃米利奥·塞格雷和欧文·张伯伦透過粒子加速器，而發現了這種反粒子，他們二人於1959年獲得諾貝爾物理學獎。
反質子是質子的反粒子，符號為
p
，其質量、自旋與質子相同，且壽命也與質子相當；但其電荷及磁矩則與質子相反，且帶有與電子同電量的負電荷。這些性質與量子場理論的基礎－－CPT對稱理論預測相符合。一個反質子是由兩個上反夸克及一個下反夸克所組成（
u

u

d

）。雖然反質子本身是穩定的，但由於反質子與質子撞擊會發生湮滅的現象，並且轉化為能量，是故反粒子無法在一般的自然環境中保存。
由於這些粒子在與質子撞擊時會相湮滅，轉化為能量，因此這些粒子在自然界中的壽命極短。在歐洲核子研究組織實驗室作出的研究中，他們以同步加速器把質子加速至達26GeV量的水平，然後與金屬銥棒撞擊，其能量足夠產生反質子，在所得到的粒子與反粒子中，科學家用磁鐵把反粒子隔離在真空中。
物理學家塞格雷和張伯倫証實了反質子與質子的相應性質，以及相反的電荷和磁矩。他們二人因而於1959年獲得諾貝爾物理學獎。反質子可以於宇宙射線中被偵測到，目前普遍認為是宇宙射線中的高速正質子與星際間的原子核相互撞擊所產生的，其反應式為：

p
 +  A → 
p
+ 
p
 +
p
+ A
其中，A表示一個被撞擊的原子核。上式產物中的反質子遂散佈於宇宙中，並受到星際磁場的束縛。
反質子的特性已可由宇宙射線的觀察中略見端倪：反質子的能量分佈會隨著其與星際物質的碰撞而改變，這個性質可以被用來驗證宇宙射線中反質子的成因，目前我們觀測到宇宙射線中反質子的能量分佈跟相互撞擊機制所預測的結果是大體符合的，從這個比較中，科學家們還可以推估宇宙中經由超對稱暗物質粒子湮滅、或黑洞霍金輻射等等特殊機制中產生出的反質子數量的上限。同樣地，科學家也可由目前宇宙中觀測到的反質子的保存時間，推測反質子壽命的下界。迄今科學家多半經由氣球運載實驗（balloon-borne experiment）來偵測宇宙射線中反粒子的存在與性質，此類實驗會在氣球上裝載磁場偵測儀，用以偵測範圍內帶電粒子的性質。
此外也有為了偵測宇宙射線以及反物質的太空任務，例如2006年發射的搭載於人造衛星上的PAMELA偵測模組（Payload for Antimatter Matter Exploration and Light-nuclei Astrophysics），該實驗於2011年報告．發現28個反質子在南大西洋異常區。
2015年，STAR研究團隊發表論文報告，已成功測量反質子與反質子之間的強作用力，其與質子彼此之間的強作用相同。